# Эшер, Йозеф
Йозеф Эшер (нем. Josef Escher; 17 сентября 1885, Симплон, кантон Вале, Швейцария — 9 декабря 1954, Берн, Швейцария) — швейцарский политик.

## Биография
Йозеф Эшер изучал право в университетах Берна и Берлина, затем с 1912 года работал адвокатом и нотариусом в Бриге.
В политической жизни он начал участвовать в 1912 году, когда стал вице-президентом города Бриг. Позже был президентом городка Глис с 1920 по 1928 год. На кантональном уровне избирался членом Большого совета (парламента) Вале с 1917 по 1931 год (в 1923 году был его президентом). Затем перешёл в правительство кантона, где возглавлял департаменты по военным вопросам и народного образования (1932—1933) и финансов (1933—1937).
С 1925 по 1931 и с 1936 по 1950 год Эшер был членом Национального совета Швейцарии и возглавлял его в 1948—1949 гг. С 1946 по 1950 год был председателем Христианско-демократической народной партии.
14 сентября 1950 года он был избран в Федеральный совет, где руководил Департаментом почт и путей сообщения, где ему пришлось заниматься такими непопулярными проблемами, как Закон о дорожном транспорте (1951), внесение поправок в Закон о почтах (1953) и разрешать конфликт, возникший на электростанции Райнау в 1954 году.
В 1954 году Эшер был вице-президентом Конфедерации, и должен был стать президентом в 1955 году, если бы не умер в декабре 1954.